# IC 292
IC 292 је спирална галаксија у сазвјежђу Персеј која се налази на листи објеката дубоког неба у Индекс каталогу.
Деклинација објекта је + 40° 45' 57" а ректасцензија 3h 10m 12,9s. Привидна величина (магнитуда) објекта IC 292 износи 13,6 а фотографска магнитуда 14,2. IC 292 је још познат и под ознакама IC 1887, UGC 2567, MCG 7-7-30, CGCG 540-49, IRAS 03069+4034, PGC 11846.